# Dorsifulcrum latum
Dorsifulcrum latum là một loài bướm đêm trong họ Geometridae.